# Franco Sensi
Francesco „Franco” Sensi (ur. 29 lipca 1926 w Rzymie, zm. 17 sierpnia 2008 tamże) – włoski przedsiębiorca, polityk, a także działacz sportowy. Był prezesem klubu piłkarskiego AS Roma.

## Działalność
Sensi był współudziałowcem firmy „Compagnia Italpetroli Spa”, włoskiego koncernu petrochemicznego. Sprawował także funkcję burmistrza miasta Visso leżącym w prowincji Macerata. Był członkiem Chrześcijańskiej Demokracji.
W 1993 roku wraz z Pietrem Mezzaromą Sensi przejął większość akcji i kontrolę nad klubem piłkarskim AS Roma (obecnie jego kompania posiada 64,3% akcji). 8 listopada został mianowany prezesem klubu. W 1999 roku przekształcił Romę w spółkę akcyjną i tym samym rzymski klub stał się trzecim obok S.S. Lazio i Juventusu klubem notowanym włoskiej giełdzie papierów wartościowych, Borsa Italiana.
Za kadencji Sensiego Roma zdobyła mistrzostwo Włoch w 2001 roku, wicemistrzostwo w latach 2002, 2004, 2007, Puchar Włoch w 2007 i Superpuchar Włoch w latach 2002 i 2007.
Zmarł 17 sierpnia 2008 o 23:35 w Poliklinice Gemelli w Rzymie z powodu problemów z oddychaniem.

## Rodzina
- Córka Franco, Rosella Sensi pełni funkcję honorowego prezesa klubu AS Roma.
- Ojciec Franco, Silvio Sensi zaprojektował jeden z poprzednich stadionów Romy, Campo Testaccio.